# Hoofdgebouw Vrije Universiteit
Het Hoofdgebouw van de Vrije Universiteit Amsterdam is een gebouw uit 1974 aan de De Boelelaan in Amsterdam, gelegen in de wijk Buitenveldert.

## Geschiedenis
In 1960 stelde de Vrije Universiteit aan een paar architectenbureaus de opdracht voor het ontwerp voor een nieuw hoofdgebouw, nadat het toenmalige hoofdgebouw aan de Keizersgracht 162 te klein bleek. Het eindontwerp werd in 1961 opgesteld door Christiaan Nielsen en tussen 1967 en 1971 uitgewerkt door het op 1 januari 1969 opgerichte architectenbureau 'Architectengroep 69', welke naast Nielsen onder meer bestond uit Rob Poel en Peter Snel, het duo dat de verantwoording over het project op zich nam.
De eerste paal werd op 12 juni 1966 geslagen. In 1970, toen het gebouw nog in aanbouw was werden de eerste twaalf verdiepingen al in gebruik genomen vanwege het groeiende aantal studenten. Vanaf dat jaar deden vier faculteiten (Theologie, Rechten, Letteren, Economie) hun intrede in het gebouw. Op 12 april 1973 werd het gebouw officieel geopend in aanwezigheid van koningin Juliana.
Ten tijde van de oplevering was het Hoofdgebouw met 90.000 m2 het grootste gebouw in Amsterdam qua vloeroppervlakte.
Tussen 2000 en 2001 werd het hoofdgebouw grondig verbouwd naar een plan van OIII architecten. In deze verbouwing werd er een glazen pui toegevoegd aan het gebouw, aan de voorzijde bij de De Boelelaan en aan de achterzijde bij een drietal liften. Ook werd het tijdelijk gebouw 'Filosofenhof' geplaatst op de binnenplaats, waarin enkele nieuwe werk- en collegezalen zijn gehuisvest.
In 2012 werd het gebouw opnieuw verbouwd met kantoortuinen en nieuwe studieplekken. Tevens vestigde de Protestantse Theologische Universiteit zich op de eerste verdieping.

## Architectuur
Het gebouw is een voorbeeld van het brutalisme, met een uitbundig gebruik van beton en weinig afwerking aan binnen en buitenkant van de draagconstructie. Het gebouw is niet het enige brutalistische onderwijsgebouw uit zijn tijd, zo is ook de Aula van de Technische Universiteit Delft tot deze stroming te rekenen.
In de winters van 1989/1990 en 1990/1991 bleek de massieve uitstraling aantrekkelijk voor een overwinterende rotskruiper, een vogel die normaal gesproken niet in Nederland voorkomt.

## Voorzieningen
In het gebouw zijn anno 2020 zeven faculteiten van de Vrije Universiteit gevestigd, evenals de universiteitsbibliotheek en kantoren voor afdelingen bestuurszaken, en communicatie- en marketing. Ook is de aula van de universiteit met 900 zitplaatsen en een orgel op de begane grond te vinden, alsook het kleinere auditorium met 280 zitplaatsen. Boven in het gebouw bevindt zich een carillon.

## Sloop
In 2009 werd door het college van bestuur van de Vrije Universiteit voorgesteld om het gebouw te slopen. Dit voorstel stuitte op verzet van onder meer studenten, die desnoods het gebouw als monument wilden aanmerken om het te behouden.
Het instellingsplan en campusplan uit 2014 ging juist uit van een vernieuwd hoofdgebouw, dat deel uitmaakt van een stadscampus als onderdeel van de wijk Zuidas.

## Fotogalerij

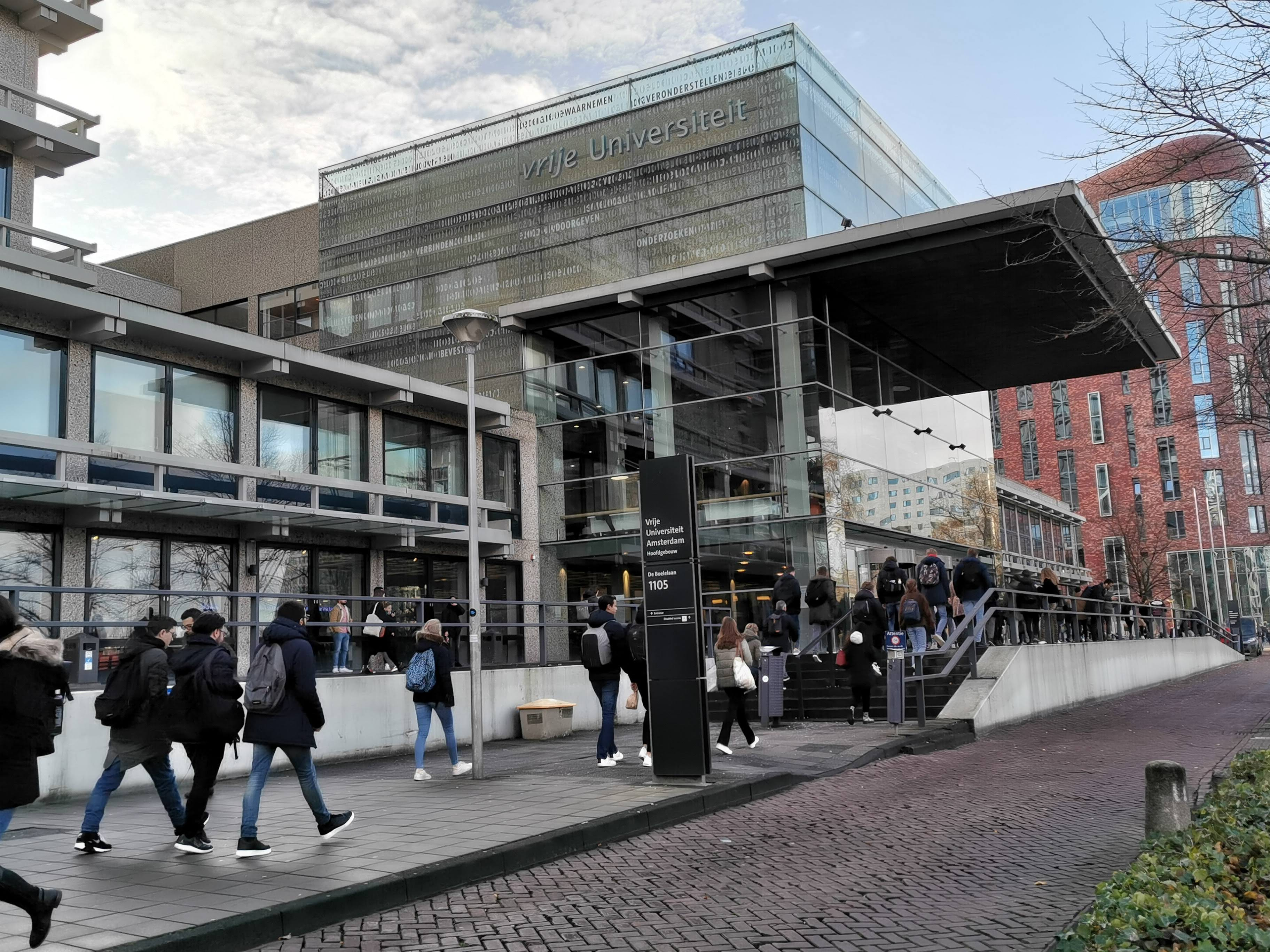
Ingang aan de De Boelelaan
De griffioen aan de gevel van het gebouw
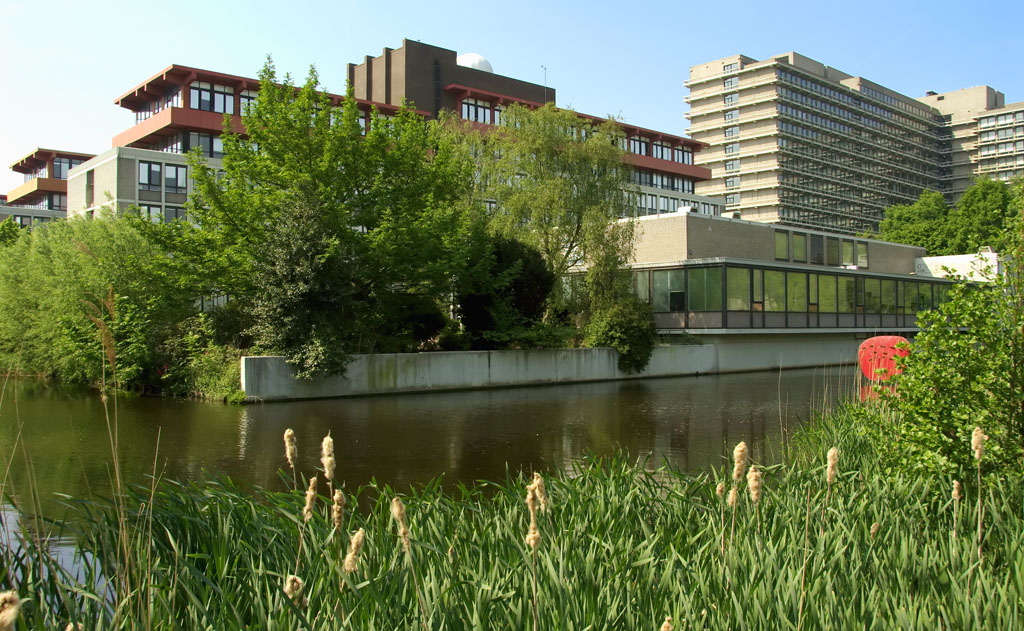
De Vrije Universiteit, gezien vanuit het zuidoosten